# Чемпионат Европы по софтболу среди мужчин 1993
1-й чемпионат Европы по софтболу среди мужчин 1993 проводился в городе Прага (Чехия) с 14 по 18 июля 1993 года с участием 5 команд.
Чемпионом Европы стала сборная Нидерландов, победив в финале сборную Дании. Третье место заняла сборная Чехии.

## Итоговая классификация
| Место | Команда    |
| ----- | ---------- |
| 1     | Нидерланды |
| 2     | Дания      |
| 3     | Чехия      |
| 4     | Словакия   |
| 5     | Польша     |